# ريكاردو ألونسو لوبيز
ريكاردو ألونسو لوبيز (بالإسبانية: Ricardo Alonso López)‏ هو لاعب كرة قدم مكسيكي، ولد في 17 فبراير 1994. لعب مع كلوب ليون.